# Operace Horká zima
Operace Horká zima (hebrejsky מבצע חורף חם‎ Mivca Choref cham) byl zákrok izraelské armády proti hnutí Hamás v pásmu Gazy. Probíhal ve od 28. února do 3. března 2008 a jeho cílem bylo zastavit ostřelování Izraele. Operace si vyžádala minimálně 110 obětí na straně Palestinců (z toho 58 civilistů) a tři oběti na straně Izraele (jeden civilista). Zraněno bylo dalších přibližně 160 lidí.
Silná izraelská reakce se setkala s kritikou ze zahraničí, ať už ze strany EU, OSN, či USA - nejbližšího izraelského spojence. Diplomaté z celého světa hovořili o nepřiměřeném použití síly a vyvíjeli tlak na zastavení vojenských operací. Kritizováni byli i militanti za vyvolávání napětí.

## Pozadí
Počátkem roku 2008 se Palestincům podařilo násilně překonat uzavřenou hranici mezi Egyptem a Gazou. Podle informací rozvědky se kromě potřebné humanitární pomoci podařilo Palestincům propašovat v tomto období do Gazy i velké množství raket. Mezi nimi měly být i rakety s delším doletem než dosud používané modely, což představovalo riziko pro izraelská města Aškelon a Sderot.
27. února došlo k raketovému útoku na průmyslové město Aškelon. Při tomto útoku poprvé odpálili militanti místo jedné rakety salvu šesti raket. Zraněno bylo několik lidí, ale důležitý byl především psychologický efekt. V dohledné době měla izraelská armáda v oblasti rozmístit protiraketový systém Železná kopule určený k sestřelování raket dopadajících na izraelské území. Nicméně panovaly obavy, že systém se nebude schopen vypořádat se salvou několika raket najednou. Izraelští představitelé se shodli na potřebě okamžité odpovědi na novou hrozbu. Na druhý den armáda spustila operaci Horká zima.

## Boj
Podle informací z izraelské armády bylo cílem útoku v co největším rozsahu narušit infrastrukturu ozbrojenců v Gaze. Jedním z cílů byla i kancelář palestinského premiéra Ismaila Haníji. Izraelská armáda nasadila jednotky z brigády Givati, ženisty a obrněné jednotky. Pozemní jednotky působily v těsné spolupráci s letectvem.
Od 29. února do 1. března se Izrael soustředil primárně na letecké útoky zaměřené proti skladům zbraní a munice, továrnám na zbraně a místům odkud byly rakety odpalované. I přes izraelským útokem byli militanti schopni odpálit přes 200 raket. Většina směřovala na Sderot, dvacet na Aškelon a jedna na Netivot.
Poté, co bylo za jediný den odpáleno 50 raket, izraelská armáda změnila taktiku. 2. března vyslala pluk o síle zhruba 2 000 mužů, aby zaútočil na města Džabalíja a Sadžíja, která se nacházejí na severu pásma Gazy. Toto rozhodnutí mělo za následek, že Gaza zažila nejkrvavější den od roku 2002. Palestinci kladli silný odpor. Podle některých odhadů zemřelo až 70 civilistů. Kromě toho zemřeli čtyři militanti a dva izraelští vojáci.
Podle prohlášení izraelské armády se vojákům podařilo 3. března dostat k továrnám na výrobu zbraní ve dvou městech. Ve stejný den se armáda z Gazy stáhla. Premiér Ehud Olmert oznámil ukončení operace, ale dodal, že letecké útoky budou pokračovat.

## Následky
Ke 4. dubnu bylo z Gazy hlášeno 110 mrtvých. Izrael tvrdil, že jde většinou o militanty, ale podle Palestinců šlo především o civilisty. Své znepokojení nad počtem civilních obětí (z nichž velká část byly děti) vyjádřila i izraelská organizace na ochranu lidských práv Be-celem. Podle této organizace bylo mezi oběťmi 52 civilistů. Mrtví militanti byli většinou členy hnutí Hamas a Palestinský islámský džihád.
Izraelský ministr obrany vyjádřil svou lítost nad oběťmi z řad civilistů, ale zároveň obvinil militanty z používání "lidských štítů". Svá tvrzení podložil záběry raket odpalovaných z hustě osídlených oblastí. Izraelští politici zároveň nechávali Palestincům možnost na neoficiální příměří, když prohlásili, že zastaví útoky, pokud na Izrael přestanou dopadat palestinské rakety.